# Суручень (стадіон)
Стадіон «Суручень» (рум. Stadionul Dinamo-Auto) — футбольний стадіон в селі Суручень, Молдова, домашня арена ФК «Сфинтул Георге».
Стадіон побудований та відкритий 2009 року. Вміщує 350 глядачів.